# Hypospila elongata
Hypospila elongata är en fjärilsart som beskrevs av Holloway 1979. Hypospila elongata ingår i släktet Hypospila och familjen nattflyn. Inga underarter finns listade i Catalogue of Life.